# Estrilda thomensis
Estrilda thomensis là một loài chim trong họ Estrildidae.